# Aarhus Håndbold
Aarhus Håndbold is een voormalige handbalvereniging uit het Deense Aarhus. De club werd in 2001 opgericht onder de naam Århus GF, als verlengstuk van de traditionele Aarhus clubs AGF, Brabrand IF, VRI en Århus KFUM/YMCA / Hasle. De thuisarena van Aarhus Håndbold was de Ceres Arena.
De club had de laatste jaren financiele problemen en koos er voor om in april 2021 de club failliet verklaren. In verband met het faillissement werd van alle spelers het contract ontbonden en fuseerde Århus Håndbold met de buren van Skanderborg Håndbold onder de naam Skanderborg Aarhus Håndbold.

## Resultaten
| 11 00 |

| 3 00 |

| 7 00 |

| 2 00 |

| 6 00 |

| 5 00 |

| 3 00 |

| 9 00 |

| 10 00 |

| 4 00 |

| 3 00 |

| 3 00 |

| 4 00 |

| 4 00 |

| 4 00 |

| 9 00 |

| 6 00 |

| 4 00 |

| ? |

| - |

| - |

| Håndboldligaen |